# Neil Ellett
Joseph Neil Ellett, meglio conosciuto come Neil Ellett (Richmond, 5 gennaio 1944), è un ex calciatore canadese, di ruolo difensore.

## Carriera

### Club
Dal 1966 al 1973 giocò nel campionato dilettantistico organizzato dalla Pacific Coast Soccer League con vari sodalizi di Vancouver.
Nel 1974 passa al professionismo, venendo ingaggiato dai neonati Vancouver Whitecaps, franchigia della NASL. Con i Whitecaps ottenne il quarto ed ultimo posto della Western Division della North American Soccer League 1974, segnando anche la prima rete della storia del club nella gara di esordio del 5 maggio 1974, persa contro i californiani del S.J. Earthquakes per 2-1. L'anno seguente fu chiuso da Ellett ed i suoi al quarto posto, su cinque, della Pacific Division.
Lasciato il calcio giocato divenne arbitro, ricoprendo anche l'incarico di assistente dell'arbitro nella NASL.
Nel 2009 venne inserito nella Canadian Soccer Hall of Fame.

### Nazionale
Ellett ha giocato undici incontri con la nazionale olimpica di calcio del Canada e con cui partecipa ai V e VI Giochi panamericani, oltre che disputare le qualificazioni ai Giochi della XIX e e XX Olimpiade.
Ha giocato inoltre nella nazionale di calcio del Canada sette incontri tra il 1972 ed il 1973.

## Statistiche

### Cronologia presenze e reti in nazionale
| Cronologia completa delle presenze e delle reti in nazionale ― Canada | Cronologia completa delle presenze e delle reti in nazionale ― Canada | Cronologia completa delle presenze e delle reti in nazionale ― Canada | Cronologia completa delle presenze e delle reti in nazionale ― Canada | Cronologia completa delle presenze e delle reti in nazionale ― Canada | Cronologia completa delle presenze e delle reti in nazionale ― Canada | Cronologia completa delle presenze e delle reti in nazionale ― Canada | Cronologia completa delle presenze e delle reti in nazionale ― Canada |
| Data                                                                  | Città                                                                 | In casa                                                               | Risultato                                                             | Ospiti                                                                | Competizione                                                          | Reti                                                                  | Note                                                                  |
| --------------------------------------------------------------------- | --------------------------------------------------------------------- | --------------------------------------------------------------------- | --------------------------------------------------------------------- | --------------------------------------------------------------------- | --------------------------------------------------------------------- | --------------------------------------------------------------------- | --------------------------------------------------------------------- |
| 20-08-1972                                                            | Saint John's                                                          | Canada                                                                | 3 – 2                                                                 | Stati Uniti                                                           | Qual. Mondiali 1974                                                   | -                                                                     |                                                                       |
| 24-08-1972                                                            | Toronto                                                               | Canada                                                                | 0 – 1                                                                 | Messico                                                               | Qual. Mondiali 1974                                                   | -                                                                     |                                                                       |
| 29-08-1972                                                            | Baltimora                                                             | Stati Uniti                                                           | 2 – 2                                                                 | Canada                                                                | Qual. Mondiali 1974                                                   | -                                                                     |                                                                       |
| 05-09-1972                                                            | Città del Messico                                                     | Messico                                                               | 2 – 1                                                                 | Canada                                                                | Qual. Mondiali 1974                                                   | -                                                                     |                                                                       |
| 01-08-1973                                                            | Toronto                                                               | Canada                                                                | 1 – 3                                                                 | Polonia                                                               | Amichevole                                                            | -                                                                     |                                                                       |
| 05-08-1973                                                            | Windsor                                                               | Canada                                                                | 0 – 2                                                                 | Stati Uniti                                                           | Amichevole                                                            | -                                                                     |                                                                       |
| 10-11-1973                                                            | Port-au-Prince                                                        | Haiti                                                                 | 5 – 1                                                                 | Canada                                                                | Amichevole                                                            | -                                                                     |                                                                       |
| Totale                                                                |                                                                       | Presenze                                                              | 7                                                                     |                                                                       | Reti                                                                  | 0                                                                     |                                                                       |